# Maha Haj
Maha Haj Abu al-Assal (in arabo مها الحاج أبو العسل‎?; in ebraico מהא חאג'‎?; Nazareth, 1970) è una regista e sceneggiatrice palestinese con cittadinanza israeliana.

## Biografia
Figlia di genitori arabi israeliani, ha ottenuto il suo Bachelor of Arts in letteratura inglese e araba presso l'Università Ebraica di Gerusalemme e il suo Master of Arts presso l'Università di Haifa. Ha cominciato la sua carriera nel cinema come arredatrice di scena, lavorando a film come Il tempo che ci rimane (2009) di Elia Suleiman.
Ha esordito come regista di un lungometraggio nel 2016 con Inyanim ishiayim (Personal Matters), vincitore del premio come miglior film al Festival internazionale del cinema di Haifa. Haj ha dettagliato le difficoltà affrontate per ottenere finanziamenti pubblici per il suo film, avendo il Ministro della cultura Limor Livnat stabilito che i progetti che ricevono dei finanziamenti pubblici debbano essere definiti esclusivamente come film israeliani, causando difficoltà a registi come Haj che vogliono mettere in luce l'identità palestinese e/o palestinese-israeliana dei loro film. Alla fine, l'Israeli Film Fund ha sostenuto il progetto dopo che Haj e il suo produttore hanno accettato di distribuire il film come lungometraggio israeliano. Nel 2022, ha vinto il premio per la migliore sceneggiatura nella sezione Un Certain Regard del Festival di Cannes per il film Mediterranean Fever.

## Filmografia

### Regista e sceneggiatrice
- Burtuqal – cortometraggio (2009)
- Inyanim ishiayim – cortometraggio (2014)
- Inyanim ishiayim (2016)
- Mediterranean Fever (Ḥummā al-Baḥr al-Mutawassiṭ) (2022)
- Upshot (2024)

### Arredatrice di scena
- Il tempo che ci rimane (The Time That Remains), regia di Elia Suleiman (2009)
- The Attack, regia di Ziad Doueiri (2012)
- Il paradiso probabilmente (It Must Be Heaven), regia di Elia Suleiman (2019)

## Riconoscimenti
- Festival di Cannes
  - 2022 - Miglior sceneggiatura (Un Certain Regard) per Mediterranean Fever
- Philadelphia Film Festival
  - 2016 - Miglior film d'esordio per Inyanim ishiayim
- Zurigo Film Festival
  - 2016 - Menzione speciale al miglior film per Inyanim ishiayim